# Meole Brace
Meole Brace är en stadsdel i Shrewsbury, i civil parish Shrewsbury, i kommunen Shropshire, i grevskapet Shropshire, i England. Meole Brace var en civil parish fram till 1934 när blev den en del av Shrewsbury, Condover och Great Hanwood. Civil parish hade 2 253 invånare år 1931. Byn nämndes i Domedagsboken (Domesday Book) år 1086, och kallades då Melam.